# Бровді Лариса Олександрівна
Лари́са Олекса́ндрівна Бро́вді (нар. 18 липня 1939, Ашгабат) — українська різьбярка по дереву, ткаля, живописиця; членкиня Спілки художників України з 1967 року. 

## Життєпис
Народилася 18 липня 1939 року в місті Ашгабаті (тепер Туркменістан). 1961 року закінчила Ужгородське училище прикладного мистецтва — відділення художньої обробки дерева. Її педагогами з фаху були А. Петкі, Федір Манайло, Василь Свида, Іван Гарапко, Антон Шепа, Микола Медвецький, Олена Чернега.
Протягом 1964–1966 років працювала на меблевому комбінаті в Береговому; протягом 1966–1968 років — техніко-картографкою Закарпатської геологічної експедиції; з 1968 року — у Художньому фонді. Проживала в будинку на вулиці Закарпатській № 11, квартира 2. Одружена зі скульптором Іваном Бровді.
На запрошення Олександра Чулея подружжя переїжджає у Мукачеве. Тут з подружжям Герців та Василем Бурчем займаються мистецькою діяльністю, залучають художників Золтана Мичку та Петра Фелдеші. Проживають в будинку на вулиці І. Парканія № 42, квартира 2.

## Творчість
Працює в галузі декоративно-прикладного мистецтва (карбування на металі, різьба по дереву, килимарство). Серед робіт:
- «Колискова» (1966, алюміній, карбування);
- «Верховинка» (1967, латунь, карбування);
- «18-й рік» (1967, латунь, карбування);
- «За нове життя» (1967);
- «Двоє» (1967);
- панно «Дівчата з вазами» (1966);
- панно «Килимарниці» (1967; у співавторстві з Іваном Бровді);
- «Лампочка Ілліча» (1969, мідь, карбування; у співавторстві з Іваном Бровді);
- «Несподівані роки» (1969, килим, ручне ткацтво, вовна);
- «Збирають грона» (1971, килим, ручне ткацтво, вовна);

гобелени
- «Гроно» (1991);
- «Коляди» (1993);

живопис
- «У дорозі» (1993);
- «Соняшники» (1993);
- «З козою» (1999).

З 1965 року постійно бере участь у виставках — обласних, республіканських, всесоюзних, міжнародних: роботи експонувались в Бельгії, США, Румунії, Угорщині, Чехословаччині. Персональні виставки відбулися в Берегові (1967); в Мукачеві (1976 та 1996); в Мішкольці (1997); в Токаї (1998).
Твори зберігаються у фондах Дирекції виставок Національної спілки художників України, Міністерства культури і мистецтв України, в Ужгородському етнографічному музеї, Закарпатському краєзнавчому та художньоиму музеях.

## Відзнаки
- Лауреатка обласної комсомольської премії імені Д. Вакарова (1972);
- Лауреатка обласної премії в галузі образотворчого мистецтва імені Й. Бокшая та А. Ерделі (1996).